# Dawson City: Frozen Time
Dawson City: Frozen Time és una pel·lícula documentalestatunidenca del 2016 escrita, editada i dirigida per Bill Morrison, i produïda per Morrison i Madeleine Molyneaux. Es va projectar per primera vegada a la secció de competició Orizzonti al 73è Festival Internacional de Cinema de Venècia, i la pel·lícula detalla la història de la remota ciutat de Dawson City a Yukon, des de la febre de l'or de Klondike fins a la trobada de pel·lícules a Dawson de 1978: un descobriment de 533 bobines de nitrat que contenien nombroses pel·lícules perdudes. Les pel·lícules mudes recuperades, enterrades sota una pista d'hoquei el 1929, incloïa curtmetratges, pel·lícules i metratge de notícies de diversos esdeveniments, com ara la Sèrie Mundial de 1919.

## Argument
El descobriment el 1978 de 533 bobines de pel·lícula de nitrat sota el permafrost d'una piscina abandonada, més tard coneguda com a trobada de pel·lícules de Dawson, serveix per emmarcar una narració de la febre de l'or de Klondike, l'alba del segle XX a Amèrica, Hollywood a l'era silenciosa i la història de la ciutat de Dawson City, Yukon, Canadà.
El contingut dels rodets descoberts ajuda a retratar la història de Dawson City: com les terres natives de la Primera Nació Trʼondëk Hwëchʼin es van convertir en una frontera, una ciutat de creixement ràpid i un centre d'entreteniment, abans dels monopolis industrials i la pobresa dels recursos derivats. El documental de 1957 City of Gold va capturar Dawson a l'ombra de la seva antiga glòria.
La pel·lícula utilitza una sèrie de tècniques de cinema mut, coherents amb el tema, inclosos els intertítols en lloc de la narració de veu en off, així com el so d'arxiu i una partitura musical destacada. Les entrevistes breus amb els que van salvar els rodets tenen un estil documental més contemporani. Aquestes seqüències inclouen el relat del descobriment de la memòria cau de la pel·lícula i de com es va gestionar el problema de lliurar aquests objectes químicament volàtils. Els serveis comercials de lliurament es van negar a transportar les bobines de pel·lícula, de manera que, finalment, les Forces Canadenques van ser assignades per transportar-les a les seves destinacions finals a Ottawa i Washington D.C.

## Temes
La pel·lícula comença amb una descripció dels perills de la pel·lícula de nitrat inflamable. Això ofereix una visió de la fragilitat del mitjà cinematogràfic, l'arxiu i potser la història mateixa. La història de Dawson City s'emmarca repetidament en termes de pèrdua, amb la decadència en primer pla per la introducció, la partitura inquietant i la història en si. Un altre focus és la història de l'explotació a Dawson City, que implica un paral·lelisme entre l'aparell econòmic de la febre de l'or de Klondike i el de la indústria del cinema.

## Producció
Bill Morrison havia pensat inicialment que aquest projecte resultés en alguna cosa semblant al seu curt de 12 minuts The Film of Her (1996), però va arribar a imaginar un abast més ampli a mesura que avançava el seu treball. Morrison va poder reclutar Alex Somers com a compositor després de saber que els membres de la banda Sigur Ros, amb la qual col·laborava Somers, eren fans de la seva pel·lícula anterior Decasia (2002).
Michael Gates i Kathy Jones-Gates, empleats de Parks Canada i del Dawson Museum, respectivament, van ser dues de les primeres autoritats a Dawson City Film Find. Morrison va filmar una entrevista amb tots dos el 2014, tot i que inicialment no tenia previst incloure el metratge a la pel·lícula final.

## Resposta crítica
Dawson City: Frozen Time va rebre ressenyees positives de la crítica. Al lloc web de l'agregador de ressenyes Rotten Tomatoes, el 100% de les 62 crítiques de la pel·lícula són positives, amb una valoració mitjana de 8,10/10; El "consens dels crítics" del lloc diu: "Dawson City: Frozen Time fa una ullada pacient al passat a través d'imatges de pel·lícules perdudes fa temps que revelen molt més que visió de la vida a través de la lent de la càmera." A Metacritic, la pel·lícula té una mitjana ponderada de 86 sobre 100, cosa que indica "aclamació universal".
Kenneth Turan de Los Angeles Times va escriure: "Si t'agrada el cinema, si estàs intoxicat per la manera com les pel·lícules combinen imatge i emoció, estigues preparat per desmaiar-te." Glenn Kenny de The New York Times va elogiar la pel·lícula "com una obra mestra reconeixible a l'instant". Deborah Eisenberg, escrivint a New York Review of Books, va resumir: "Dawson City: Frozen Time és nominalment un documental; és un documental, però descriure'l com a documental és com descriure Ulisses com una guia de viatges a Dublín. La pel·lícula és captivadora, una combinació absolutament singular d'allò estrany, ricament informatiu, emocionant, horrorós, ximple, tràgic i magnífic."

## Reconeixements
La pel·lícula va aparèixer a més de 100 llistes de crítics de les millors pel·lícules del 2017, i en nombroses llistes de les millors pel·lícules de la dècada de 2010, incloses les de l'Associated Press, de Los Angeles Times (Kenneth Turan), i Vanity Fair (Richard Lawson).
El 2017 va rebre el Premi Noves Visions Plus al L Festival Internacional de Cinema Fantàstic de Catalunya.